# Oswald Döpke
Oswald Döpke est un acteur, réalisateur et scénariste allemand né le 26 juin 1923 à Eldagsen et mort le 5 juillet 2011 à Munich.

## Biographie
Après un apprentissage de libraire à Hanovre, Döpke commence en 1940 une formation d'acteur à l'école de musique de Braunschweig. Pendant la Seconde Guerre mondiale, il est fait prisonnier de guerre.
En 1946, Döpke travaille comme acteur à Hanovre et à Bielefeld avant d'accepter en 1949 un poste de dramaturge et de mettre en scène de nombreuses pièces radiophoniques. En 1953, Döpke devient directeur du département des pièces radiophoniques, puis directeur du département des pièces télévisées de Radio Brême.
De 1963 à 1988, il travaille comme réalisateur en chef à la ZDF et met en scène des pièces de théâtre en parallèle. Durant cette période, il réalise environ 100 films et 450 pièces radiophoniques. Son héritage écrit se trouve dans les archives de l'Académie des Arts à Berlin.

## Récompenses et distinctions
- 1957 : Prix Italia
- 1966 : Prix de la pièce radiophonique des aveugles de guerre
- 1978 : Prix DAG en or